# Химн на Русия
Химнът на Русия (на руски: Государственный гимн Российской Федерации) е по текст от Сергей Михалков и по музика на Александр Александров.
Песента е утвърдена за държавен химн на Русия със закон, подписан от президента Владимир Путин на 25 декември 2000 г.

## Текст
Россия – священная наша держава,
Россия – любимая наша страна.
Могучая воля, великая слава -
Твое достоянье на все времена!
Припев:
Славься, Отечество наше свободное,
Братских народов союз вековой,
Предками данная мудрость народная!
Славься, страна! Мы гордимся тобой!
От южных морей до полярного края
Раскинулись наши леса и поля.
Одна ты на свете! Одна ты такая -
Хранимая Богом родная земля!
Припев
Широкий простор для мечты и для жизни.
Грядущие нам открывают года.
Нам силу дает наша верность Отчизне.
Так было, так есть и так будет всегда!

## Предишни химни

### Молитва русских
- „Молитва русских“ В края на 1816 г. император Александр I издава указ, според който с песента се посреща императора. Изпълнявана е като държавен химн през периода 1816 г. – 1833 г. Текстът е на Василий Андреевич Жуковский, а музиката на Хенри Кери „Боже, пази краля!“, 1743 г.

Боже, Царя храни!
Славному долги дни
Дай на земли!
Гордых смирителю:
Слабых хранителю,
Всех утешителю —
Всё ниспошли!
Перводержавную
Русь Православную
Боже, храни!
Царство ей стройное,
В силе спокойное, —
Все ж недостойное,
Прочь отжени!
О, провидение,
Благословение
Нам ниспошли!
К благу стремление,
В счастье смирение,
В скорби терпение
Дай на земли!

### Боже, Царя храни!
- „Боже, Царя храни!“ Песента е утвърдена за държавен химн на Руската империя с указ от Николай I на 12 май 1834 г. Изпълнява се като държавен химн през периода 1833 г. – 1917 г. Текстът е на Василий Андреевич Жуковский, а музиката на Алексей Фьодорович.

Боже, Царя храни
Сильный, державный,
Царствуй на славу нам,
Царствуй на страх врагам,
Царь православный.
Боже, Царя храни!

### Работническа Марсилеза
- „Марсилеза“ Песента е използвана като химн в първите месеци след Февруарската революция. Текстът е публикуван във вестник „Вперёд“ на 1 юли 1875 г. под името „Работническа Марсилеза“, но не е превод от френската песен. Написан е от Пьотър Лаврович Лавров, а музиката е на Клод Жозеф Роже дьо Лил.

Отречёмся от старого мира,
Отряхнём его прах с наших ног!
Нам не нужно златого кумира,
Ненавистен нам царский чертог.
Мы пойдём к нашим страждущим братьям,
Мы к голодному люду пойдём,
С ним пошлём мы злодеям проклятья —
На борьбу мы его позовём.
Припев:
Вставай, подымайся, рабочий народ!
Иди на врага, люд голодный!
Раздайся клич мести народной!
Вперёд, вперёд, вперёд, вперёд, вперёд!
Богачи-кулаки жадной сворой
Расхищают тяжёлый твой труд.
Твоим потом жиреют обжоры,
Твой последний кусок они рвут.
Голодай, чтоб они пировали,
Голодай, чтоб в игре биржевой
Они совесть и честь продавали,
Чтоб глумились они над тобой.
Припев
Тебе отдых – одна лишь могила.
Весь свой век недоимку готовь.
Царь-вампир из тебя тянет жилы,
Царь-вампир пьёт народную кровь.
Ему нужны для войска солдаты -
Подавайте ему сыновей.
Ему нужны пиры и палаты —
Подавай ему крови своей.
Припев.
Не довольно ли вечного горя?
Встанем, братья, повсюду зараз —
От Днепра и до Белого моря,
И Поволжье, и Дальний Кавказ —
На воров, на собак – на богатых
И на злого вампира-царя.
Бей, губи их, злодеев проклятых,
Засветись, лучшей жизни заря.
Припев.
И взойдёт за кровавой зарёю
Солнце правды и братской любви,
Хоть купили мы страшной ценою —
Кровью нашею – счастье земли.
И настанет година свободы:
Сгинет ложь, сгинет зло навсегда,
И сольются в одно все народы
В вольном царстве святого труда.

### Интернационалът
- „Интернационалът“ На 23 януари 1918 г. песента е утвърдена от Съветна на народните комисари за химн на РСФСР, а от 1922 г. и за държавен химн на Съветския съюз. Изпълнявана е като държавен химн на СССР през периода 1922 г. – 1943 г. Текстът е на Йожен Поте (преведен от Аркадий Яковлевич Коц), а музиката на Пиер Дьогетер. Трети и четвърти куплет не са били включени в химна.

Вставай, проклятьем заклейменный
Весь мир голодных и рабов!
Кипит наш разум возмущенный
И в смертный бой вести готов.
Весь мир насилья мы разрушим
До основанья, а затем
Мы наш, мы новый мир построим, —
Кто был ничем, тот станет всем.
Припев
Это есть наш последний
И решительный бой;
С Интернационалом
Воспрянет род людской!
Никто не даст нам избавленья:
Ни бог, ни царь и ни герой.
Добьемся мы освобожденья
Своею собственной рукой.
Чтоб свергнуть гнет рукой умелой,
Отвоевать свое добро, —
Вздувайте горн и куйте смело,
Пока железо горячо!
Припев
Лишь мы, работники всемирной
Великой армии труда,
Владеть землей имеем право,
Но паразиты – никогда!
И если гром великий грянет
Над сворой псов и палачей, —
Для нас все так же солнце станет
Сиять огнем своих лучей.
- „Химн на болшевишката партия“ Текстът е на Василий Иванович Лебед-Кумач (1936), музиката на Александър Василиевич Александров.

Страны небывалой свободные дети,
Сегодня мы гордую песню поём
О партии самой могучей на свете,
О самом большом человеке своём.
Припев
Славой овеяна, волею спаяна,
Крепни и здравствуй во веки веков
Партия Ленина, партия Сталина
Мудрая партия большевиков!
Страну от Кремля создала на земле ты
Могучую Родину вольных людей.
Стоит как утёс государство Советов,
Рожденное силой и правдой твоей.
Припев
Изменников подлых гнилую породу
Ты грозно сметаешь с пути своего.
Ты гордость народа, ты мудрость народа,
Ты сердце народа и совесть его.
Припев
И Маркса и Энгельса пламенный гений
Предвидел коммуны грядущий восход.
Дорогу к свободе наметил нам Ленин
И Сталин великий по ней нас ведёт.
Припев.

### Държавен химн на СССР
- „Държавен химн на СССР“ Текстът е на Сергей Владимирович Михалков и Гаролд Габриелевич Ели-Регистан, музиката на Александър Василиевич Александров. Песента е утвърдена за химн на Съветския съюз на 14 декември 1943 г. с постановление на Политбюро ЦК ВКП(б). За първи път е изпълнен на 1 януари 1944 г. Изпълнявана е като държавен химн през периода 1943 г. – 1955 г. Известна е като Сталински химн.

Този химн се е изпълнявал без думи, защото в текста се е споменавало името на Сталин. Мелодията е била държавен химн през периода 1955 г. – 1977 г.
Союз нерушимый республик свободных
Сплотила навеки Великая Русь.
Да здравствует созданный волей народов
Единый, могучий Советский Союз!
Припев
Славься, Отечество наше свободное,
Дружбы народов надежный оплот!
Знамя советское, знамя народное
Пусть от победы, к победе ведет!
Сквозь грозы сияло нам солнце свободы,
И Ленин великий нам путь озарил.
Нас вырастил Сталин – на верность народу
На труд и на подвиги нас вдохновил.
Припев
Славься, Отечество наше свободное,
Счастья народов надежный оплот!
Знамя советское, знамя народное
Пусть от победы, к победе ведет!
Мы армию нашу растили в сраженьях,
Захватчиков подлых с дороги сметем!
Мы в битвах решаем судьбу поколений,
Мы к славе Отчизну свою поведем!
Припев
Славься, Отечество наше свободное,
Славы народов надежный оплот!
Знамя советское, знамя народное
Пусть от победы, к победе ведет!
- „Държавен химн на СССР“ Песента е утвърдена за държавен химн на Съветския съюз с указ на Президиума на Върховния съвет на СССР на 27 май 1977 г. Изпълнявана е като държавен химн през периода 1977 г. – 1991 г. Текстът е на Сергей Владимирович Михалков и Гаролд Габриелевич Ели-Регистан, а музиката на Александър Василиевич Александров.

Союз нерушимый республик свободных
Сплотила навеки Великая Русь.
Да здравствует созданный волей народов
Единый, могучий Советский Союз!
Припев
Славься, Отечество наше свободное,
Дружбы народов надежный оплот!
Партия Ленина – сила народная
Нас к торжеству коммунизма ведет!
Сквозь годы сияло нам солнце свободы,
И Ленин великий нам путь озарил:
На правое дело он поднял народы,
На труд и на подвиги нас вдохновил!
Припев
В победе бессмертных идей коммунизма
Мы видим грядущее нашей страны,
И Красному знамени славной Отчизны
Мы будем всегда беззаветно верны!

### Патриотична песен
- „Патриотична песен“ Мелодията е утвърдена за държавен химн на РСФСР с постановление на правителството на 5 ноември 1990 г., а на 11 декември 1993 г. и за държавен химн на Руската федерация. Химнът няма текст. Била е държавен химн през периода 1991 г. – 2000 г. Музиката е по незавършената „Патриотична песен“ на великия руски композитор Михаил Глинка. Аранжиментът е на Андрей Иванович Петров.